# 田瑞玉
田瑞玉（：1863年9月6日—1923年12月），是天主教義大利籍主教及方濟會會士。曾任中國漢口宗座代牧（1909年-1923年）

## 生平
田瑞玉出生於1863年9月6日，在意大利王國威尼托大區維琴察省的市鎮伊索拉維琴蒂納。1892年4月2日，他28歲時在方濟會晉鐸，且被派遣到中國湖北傳教。
1906年8月25日，田瑞玉獲時任教宗庇護十世任命為湖北東境宗座代牧區助理宗座代牧，領銜耶利哥教區主教，由江成德主教晉牧。
1909年7月24日，江成德主教去世，田瑞玉自動接任宗座代牧，且聖座將宗座代牧區易名為漢口宗座代牧區。田主教就任後，創辦中國訓蒙修女會、漢口聖若瑟女子中學（即今武漢市第十九中學）、漢口法漢中學、武昌文學中學等。田瑞玉晚年多病，他委託分別塗廣仁神父和崇尚德神父為副主教，負責協助管理宗座代牧區事務。
1923年12月田瑞玉主教在中華民國湖北漢口病逝，享年60歲。同年，漢口宗座代牧區被分割為四個教區。